# محمد سيف المسلم
محمد سيف جبر المسلم عسكري ودبلوماسي وسياسي بحريني.

## السيرة
ولد المسلم في مدينة الحد. حصل على دبلوم عسكري من الأردن عام 1969 وماجستير علوم عسكرية من الأردن عام 1977.
التحق بالعمل في قوة دفاع البحرين في عام 1968. ترقى إلى قائد فئة التمهيد في كتيبة المشاة ثم ترقى إلى قائد سرية الإسناد في كتيبة المشاة ثم ترقى إلى قائد وحدة الهندية العسكرية ثم ترقى إلى مدير شؤون الضباط والأفراد ثم ترقى إلى ضابط الارتباط العسكري في المملكة الأردنية الهاشمية ثم ترقى إلى مدير الإرشاد والثقافة ثم أحيل للتقاعد برتبة عميد ركن في عام 1995. تم تعيينه سفيرا بوزارة الخارجية في عام 1995 ثم سفير مملكة البحرين بالمملكة الأردنية الهاشمية. تم تعيينه عضوا في مجلس الشورى من 2010 إلى 2014.

## التكريم
- وسام تقدير الخدمة العسكرية.
- وسام البحرين من الدرجة الثالثة.
- نوط تحرير الكويت.
- وسام الاستقلال – المملكة الأردنية الهاشمية.